# フォルクスワーゲン・カントリーバギー
カントリーバギー（Country Buggy ）は、フォルクスワーゲンのオーストラリア法人で開発、製造されたビートルのプラットフォームを基本とした荒地走行性能を重視した自動車である。

## 概要
1967年にフォルクスワーゲン・オーストララジア（Volkswagen Australasia Ltd. ）はオーストリアの荒れた道路状況に適した車の設計を開始した。カントリーバギー又はタイプ197と命名されたこの車は、開発責任者であるVW・オーストラリア社取締役社長のルディ・ヘルツマー（Rudi Herzmer ）とフォルクスワーゲン社の技術者キリル・ハーコート（Cyril Harcourt ）によりVW・オーストラリアのクレイトン（Clayton ）工場内で設計された。
カントリーバギーはオーストラリア製ビートルのエンジンと変速機付のプラットフォームと前輪車軸はビートルから流用していた。リダクションギア付の後輪 スイングアクスルは初代のトランスポーター（1950 - 1967年）からの流用だった。
元々の構想ではカントリーバギーを水陸両用車とするはずであったが、ドイツ本社の指導によりこの形式の車となった。
カントリーバギーの生産は1967年7月に始まり、フィリピン、シンガポール、ニュージーランドやその他の太平洋の数カ国への輸出も始まった。
カントリーバギーはフィリピン市場ではタガログ語の「ササクヤン」（Sasakyan 、車の意）と「バヤン」（Bayan 、国家又は国土の意）のかばん語である「サクバヤン」（Sakbayan ）という名称で販売された。パム・グリア出演の映画『ブラック・ママ、ホワイト・ママ』（Black Mama, White Mama ）では、幾台かのカントリーバギーが警察の車として使用されていた。実際にこれらの車はサクバヤンで、この映画はフィリピンで撮影されていた。
VW・オーストラリアのカントリーバギーはヴォルフスブルクの本社からも注目され、評価のために1、2台が本社へ送られた。実はVW本社ではカントリーバギーの競合車となる独自のモデルであるタイプ181を開発中であった。
「エグゼクティヴ」（The Executives ）という名のオーストラリアのバンドが出演していた1969年から放映されたオーストラリアのコカコーラのCMでキャンバス製の幌をかけたカントリーバギーの姿がはっきりと映っていた。
カントリーバギーは、当時の市場における嗜好の先を行き過ぎていたことと初期に信頼性の問題を抱えていたことで大きな成功を収めることはなかった。
カントリーバギーは僅か1,956台が製造されただけで1969年に生産中止となった。現在ではカントリーバギーは極少数しか残存していないが、サクバヤンはオリジナルのビートルへの興味の高まりを受けてフィリピンでレストアされている。